# Heiningen (Landkreis Göppingen)

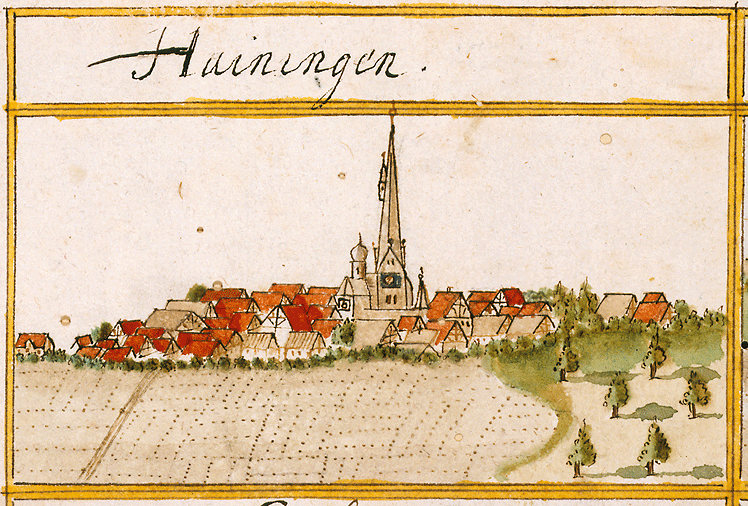
Heiningen 1683/1685 im Kieserschen Forstlagerbuch

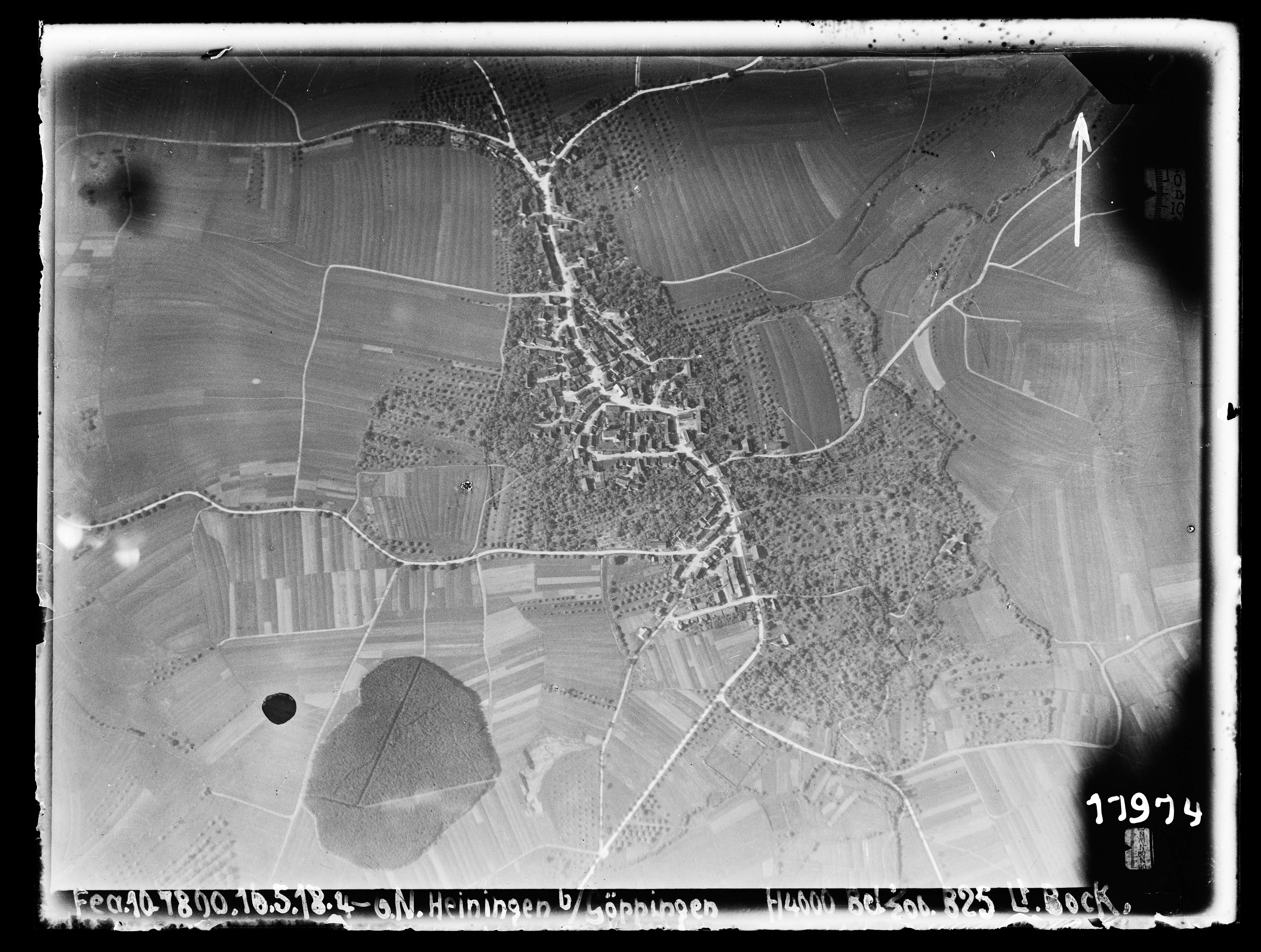
Luftbild von Heiningen, Mai 1918

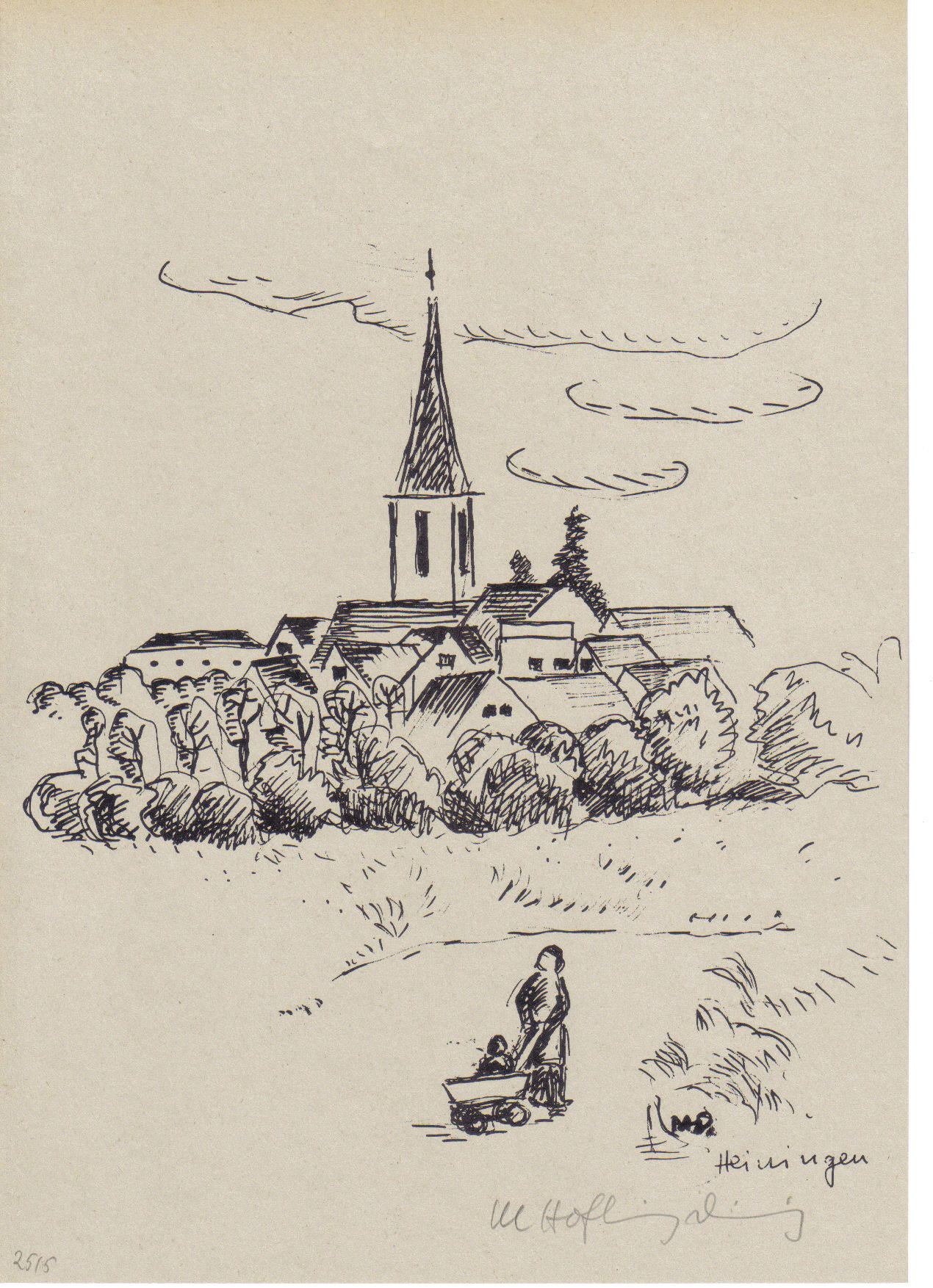
Heiningen. Federzeichnung von Margret Hofheinz-Döring von 1977.

Heiningen ist eine Gemeinde im Landkreis Göppingen in Baden-Württemberg am Fuße der Schwäbischen Alb. Sie gehört zur Region Stuttgart (bis 1992 Region Mittlerer Neckar) und zur Randzone der europäischen Metropolregion Stuttgart.

## Geographie

### Geographische Lage
Der Hauptort Heiningen der Gemeinde liegt in Luftlinie etwa 5 km südlich der Mitte der Kreisstadt Göppingen im Vorland der Schwäbischen Alb. Das Gebiet wird überwiegend über den auch Katzenbach genannten Eckbach, im westlichen Anteil auch durch den auch Heimbach genannten Pfuhlbach nach Norden zur Fils hin entwässert.

### Nachbargemeinden
Nachbargemeinden sind Göppingen, Eschenbach, Schlat, Bad Ditzenbach, Gammelshausen und Dürnau im Uhrzeigersinn.

### Gemeindegliederung
Zu Heiningen gehören das Dorf Heiningen, der Weiler Lotenberg (auch zur Gemeinde Eschenbach) und das Gehöft Eitleshof.

### Flächenaufteilung
Nach Daten des Statistischen Landesamtes, Stand 2014.

## Geschichte

### Mittelalter
Die erste urkundliche Erwähnung Heiningens stammt aus einer im Stiftsarchiv von St. Gallen aufbewahrten Urkunde aus dem Jahr 1228, damals trug es noch den Namen Huningen. Eine für Heiningen wichtige Urkunde wurde am 27. August 1284 in Heilbronn ausgefertigt. Auf Bitten des Herzogs Konrad von Teck, zu dessen Herrschaftsgebiet Heiningen gehörte, verlieh König Rudolf von Habsburg dem Ort in einem Freiheitsbrief das Recht der Stadt Freiburg. Mit dem Erhalt der Freiburger Stadtrechte besaß Heiningen alle Privilegien einer mittelalterlichen Stadt. Dazu gehörten die Bürgerfreiheit, das Marktrecht und die Gerichtsbarkeit, aber auch das Recht, Wall und Graben zu bauen und Wappen und Siegel zu führen.
Als 1291 König Rudolf und 1292 auch Konrad von Teck starb, zerfiel die Herrschaft der Herzöge von Teck zusehends und Heiningen fehlte die nötige Förderung. Im Jahre 1321 mussten die verarmten Söhne Konrads Teile ihres Besitzes, zu dem Heiningen und Boll gehörte, an Eberhard von Württemberg verkaufen. Dieser gab der ihm bereits gehörenden Stadt Göppingen den Vorzug und gliederte Heiningen in das Amt Göppingen ein. Heiningen sank damit wieder auf die Stufe eines Marktfleckens herab, dem aber wenigstens das Recht auf den Wochenmarkt erhalten blieb. Seit 1466 ist eine Schule im Ort nachweisbar.

### Neuzeit
Ulrich von Württemberg führte 1534 in seinem Herzogtum die Reformation durch, so dass Heiningen seither überwiegend evangelisch geprägt war. Der umfangreiche Grundbesitz des Klosters Adelberg am Ort fiel damit ebenfalls an Württemberg.
Im Dreißigjährigen Krieg wurde Heiningen nach der für Württemberg verlorenen Schlacht bei Nördlingen 1634 von kaiserlichen Truppen geplündert und zerstört. Dadurch und aufgrund der Pest sank die Einwohnerzahl von knapp 1000 auf etwa 200 Bewohner ab.
Bei der Neugliederung des jungen Königreichs Württemberg am Anfang des 19. Jahrhunderts blieb die Zugehörigkeit von Heiningen zum Oberamt Göppingen bestehen. Nach dem Ende der Monarchie gehörte Heiningen zum Volksstaat Württemberg. Bei der Kreisreform während der NS-Zeit in Württemberg gelangte die Gemeinde 1938 zum neuen Landkreis Göppingen.
Nach dem Zweiten Weltkrieg siedelten sich viele Heimatvertriebene in Heiningen an, was zu einem erheblichen Bevölkerungszuwachs führte.
1945 bis 1952 befand sich Heiningen im Nachkriegsland Württemberg-Baden, das 1945 in der Amerikanischen Besatzungszone gegründet worden war. 1952 kam die Gemeinde zum neuen Bundesland Baden-Württemberg.

### Religionen
Seit der Reformation ist Heiningen evangelisch geprägt. Die bisherige evangelische Kirchengemeinde fusionierte zum 1. Dezember 2019 mit der bisherigen evangelischen Kirchengemeinde Eschenbach zur Evangelischen Kirchengemeinde Eschenbach-Heiningen. Der Zuzug von Heimatvertriebenen nach dem Zweiten Weltkrieg führte aber auch zur Gründung einer römisch-katholischen Gemeinde, die auch für Eschenbach zuständig ist. Außerdem gab es in Heiningen bis 2008 eine neuapostolische Kirche.

### Einwohnerentwicklung
Quelle: Statistisches Landesamt Baden-Württemberg für die Daten ab 1970
| Datum              | Einwohner |
| ------------------ | --------- |
| 1837               | 1130      |
| 1907               | 1185      |
| 17. Mai 1939       | 1309      |
| 13. September 1950 | 1980      |
| 27. Mai 1970       | 3422      |
| 31. Dezember 1983  | 4877      |
| 25. Mai 1987       | 4896      |
| 31. Dezember 1991  | 5246      |
| 31. Dezember 1995  | 5282      |
| 31. Dezember 2005  | 5480      |
| 31. Dezember 2010  | 5285      |
| 31. Dezember 2015  | 5114      |
| 31. Dezember 2020  | 5156      |

## Politik

### Bürgermeister
Bürgermeister ist seit dem 23. Mai 2024 Matthias Kreuzinger. Er wurde am 14. April 2024 mit 56,7 Prozent der Stimmen zum Bürgermeister gewählt. Zuvor war von 2005 bis zu seinem Tod im Januar 2024 Norbert Aufrecht Bürgermeister von Heiningen.

### Gemeinderat
Der Gemeinderat in Heiningen besteht aus den 14 gewählten ehrenamtlichen Gemeinderäten und dem Bürgermeister als Vorsitzendem. Der Bürgermeister ist im Gemeinderat stimmberechtigt. 2019 hatte er noch 18 Mitglieder. Die Kommunalwahl am 9. Juni 2024 führte zu folgendem Ergebnis.
| Parteien und Wählergemeinschaften | Parteien und Wählergemeinschaften           | % 2024  | Sitze 2024 | % 2019  | Sitze 2019 | Kommunalwahl 2024 %403020100 35,41 %31,20 %33,39 %n. k. % CDUFrauenFWGrüneGewinne und Verlusteim Vergleich zu 2019 %p 10 8 6 4 2 0 −2 −4 −6 −8−10−12−14−16+4,04 %p+1,82 %p+9,49 %p−15,35 %pCDUFrauenFWGrüne |
| CDU                               | Christlich Demokratische Union Deutschlands | 35,41   | 5          | 31,37   | 6          | Kommunalwahl 2024 %403020100 35,41 %31,20 %33,39 %n. k. % CDUFrauenFWGrüneGewinne und Verlusteim Vergleich zu 2019 %p 10 8 6 4 2 0 −2 −4 −6 −8−10−12−14−16+4,04 %p+1,82 %p+9,49 %p−15,35 %pCDUFrauenFWGrüne |
| FL                                | Frauenliste                                 | 31,20   | 4          | 29,38   | 5          | Kommunalwahl 2024 %403020100 35,41 %31,20 %33,39 %n. k. % CDUFrauenFWGrüneGewinne und Verlusteim Vergleich zu 2019 %p 10 8 6 4 2 0 −2 −4 −6 −8−10−12−14−16+4,04 %p+1,82 %p+9,49 %p−15,35 %pCDUFrauenFWGrüne |
| FWL                               | Freie Wählerliste                           | 33,39   | 5          | 23,90   | 4          | Kommunalwahl 2024 %403020100 35,41 %31,20 %33,39 %n. k. % CDUFrauenFWGrüneGewinne und Verlusteim Vergleich zu 2019 %p 10 8 6 4 2 0 −2 −4 −6 −8−10−12−14−16+4,04 %p+1,82 %p+9,49 %p−15,35 %pCDUFrauenFWGrüne |
| GRÜNE                             | Bündnis 90/Die Grünen                       | –       | –          | 15,35   | 3          | Kommunalwahl 2024 %403020100 35,41 %31,20 %33,39 %n. k. % CDUFrauenFWGrüneGewinne und Verlusteim Vergleich zu 2019 %p 10 8 6 4 2 0 −2 −4 −6 −8−10−12−14−16+4,04 %p+1,82 %p+9,49 %p−15,35 %pCDUFrauenFWGrüne |
| gesamt                            | gesamt                                      | 100,0   | 14         | 100,0   | 18         | Kommunalwahl 2024 %403020100 35,41 %31,20 %33,39 %n. k. % CDUFrauenFWGrüneGewinne und Verlusteim Vergleich zu 2019 %p 10 8 6 4 2 0 −2 −4 −6 −8−10−12−14−16+4,04 %p+1,82 %p+9,49 %p−15,35 %pCDUFrauenFWGrüne |
| Wahlbeteiligung                   | Wahlbeteiligung                             | 60,91 % | 60,91 %    | 51,82 % | 51,82 %    | Kommunalwahl 2024 %403020100 35,41 %31,20 %33,39 %n. k. % CDUFrauenFWGrüneGewinne und Verlusteim Vergleich zu 2019 %p 10 8 6 4 2 0 −2 −4 −6 −8−10−12−14−16+4,04 %p+1,82 %p+9,49 %p−15,35 %pCDUFrauenFWGrüne |

### Wappen
Blasonierung: In Blau unter einer liegenden silbernen Hirschstange eine kreuzförmige silberne Schale mit Lappenrand, belegt mit einem getatzten roten Kreuz.

## Wirtschaft und Infrastruktur

### Verkehr
Heiningen ist über die Landesstraße L 1217 mit dem Ort Gammelshausen und der fünf Kilometer entfernten Stadt Göppingen verbunden. Über die Kreisstraße K 1425 gelangt man zur Gemeinde Eschenbach. Die Anschlussstelle Aichelberg der Autobahn A 8 ist etwa zehn Kilometer entfernt, die Anschlussstelle Göppingen der Bundesstraße 10 etwa vier Kilometer. Über den öffentlichen Nahverkehr mit dem Bus (Linien 981, 983, 983A, 984, 984A) ist Heiningen von Göppingen aus leicht erreichbar.
Der Bahnhof Heiningen lag an der Voralbbahn, auf der bis 1989 Personenverkehr stattfand. Inzwischen steht ein Dienstleistungszentrum mit Supermarkt auf dem Gelände des ehemaligen Bahnhofs. Die Gleise wurden teilweise entfernt oder überteert.
Der Schwäbische-Alb-Radweg führt als Fernradweg an Heiningen vorbei; er führt vom Bodensee nach Donauwörth.

### Wirtschaft
In Heiningen gibt es ein Industriegebiet mit mehreren mittelständischen Firmen. Außerdem ist Heiningen am Gewerbepark Voralb beteiligt, der sich auf der Gemarkung von Eschenbach befindet. Im Gewerbepark Voralb gibt es fast 1000 Arbeitsplätze.

### Bildung
Mit der Ernst-Weichel-Schule verfügt Heiningen über eine Grundschule. Weiterführende Schulen werden in den Nachbarorten besucht. Außerdem gibt es drei Kindergärten in der Gemeinde.

## Bauwerke

### Evangelische Michaelskirche
Eine Kirche wurde 1228 erstmals erwähnt. Die Michaelskirche mit früherer Wehrkirchenfunktion liegt in einem ehemaligen Kirchhof. Das Patronat kam von den Ortsherren an Württemberg, das es 1393 an das Klosters Adelberg vertauschte. 1398 wurde das gotische Kirchenschiff mit Freskomalerei versehen: eine Christopherusdarstellung, eine seltene Kreuzannagelung und ein sogenannter "volto santo", eine Kreuzigungsdarstellung mit einem bekleideten Christus. 1493 wurde der alte Chor abgetragen und 1514 ein neuer mit Sterngewölbe, zusammen mit der Sakristei, fertiggestellt. Ein schon geplanter Hochaltar wurde nicht mehr verwirklicht, denn der Bauernkrieg und die Einführung der Reformation in Württemberg unterbrachen die Baugeschichte. Im Rahmen der Kirchenrenovierung 1904 durch den Stuttgarter Architekten Richard Böklen wurde das mittlere Maßwerkfenster im Chor von Rudolf Yelin d. Ä. mit dem Motiv der Auferstehung Christi gestaltet. 1954 schuf Helmuth Uhrig ein Gefallenen-Mahnmal. Im Kirchturm hängen drei Glocken, darunter eine alte Marienglocke, die bis 1731 als Sturmglocke in einem Wehrturm hing, sicher vor 1350 gegossen; geläutet werden zwei Glocken von 1493 und 1612.

## Sport und Freizeit

### Regelmäßige Veranstaltungen
Weit über die Gemeindegrenzen hinaus ist Heiningen für den alljährlich in der kleinen Turnhalle stattfindenden Altweiberfasching bekannt. Außerdem findet am Ostermontag traditionell der Heininger Ostermarkt mit Jungrinderschau statt. Einmal jährlich wird im Sommer das "Starenfest" genannte Dorffest veranstaltet. Ferner gibt es viele weitere jährlich stattfindende Feste von verschiedenen Heininger Vereinen (z. B. Tanz in den Mai), die aber nicht überregional bekannt sind.

### Freizeit
Die Gemeinde bietet verschiedene Freizeiteinrichtungen für Jung und Alt. Die bekanntesten sind hierbei:
- Voralbbad Heiningen (Hallenbad mit Liegewiese, Sauna, Solarium, Kegelbahn)
- Minigolfanlage
- Nordic-Walking-Park

### Sportstätten
Heiningen verfügt über zwei Turnhallen, die TSV-Halle am alten Bahnübergang und die größere Voralbhalle am Ortsrand in Richtung Eschenbach. Außerdem gibt es zwei Sportplätze am Reuschwald, einen Kunstrasenplatz und eine Kleinfeldanlage neben der Voralbhalle.

### Vereine

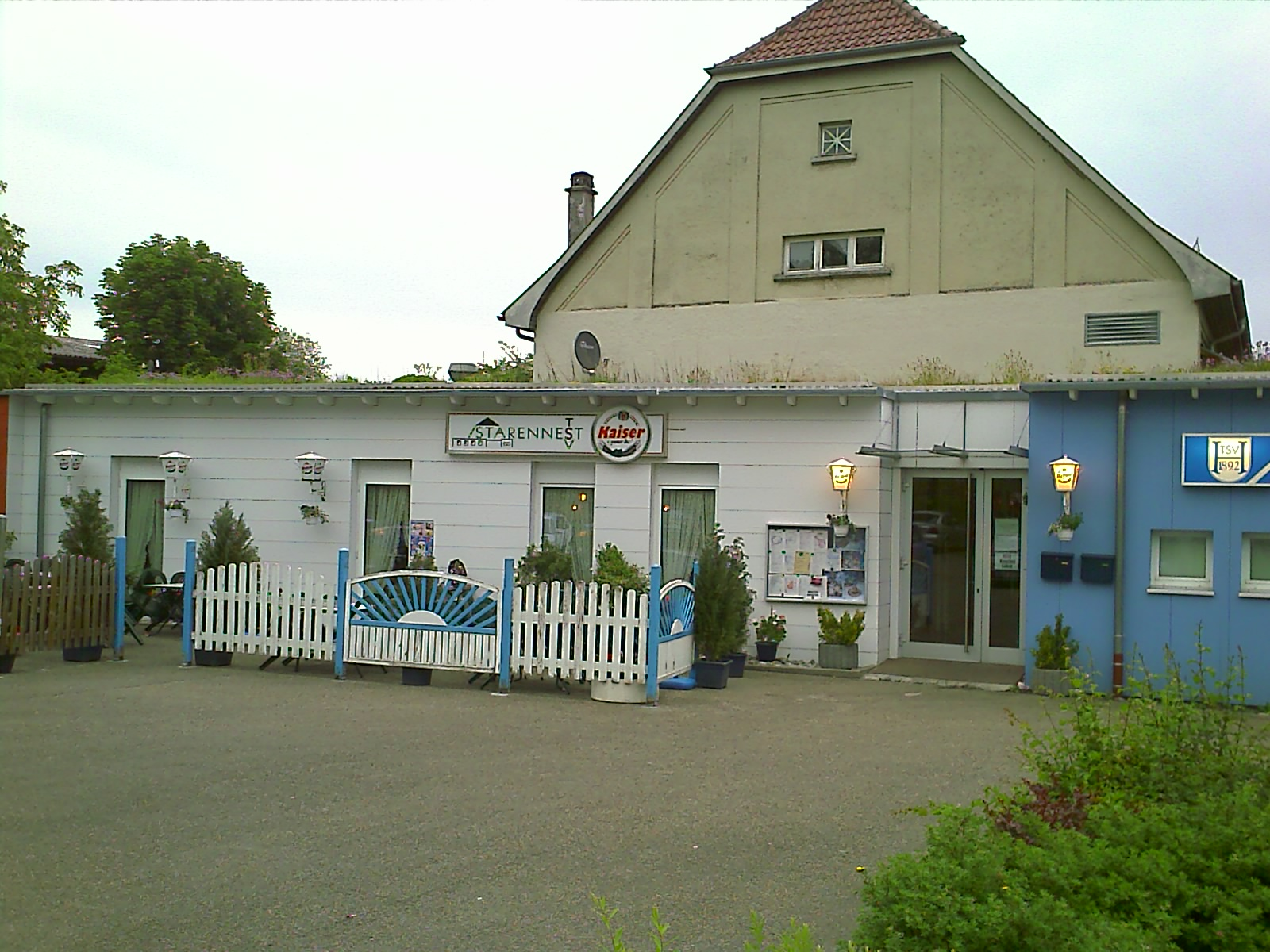
„Starennest“; Vereinsgaststätte des TSV Heiningen 1892 e. V.

- Turn- und Sportverein Heiningen (TSV); die Handballmannschaft der Herren spielte in den 1980er Jahren in der 2. Bundesliga. Außerdem wurde die männliche A-Jugend 1993 deutscher Meister.
- DLRG Stützpunkt Heiningen-Eschenbach; die Damenmannschaft sowie verschiedene Jugendmannschaften wurden mehrmals Bezirksmeister im Rettungsschwimmen und nahmen dadurch schon an württembergischen und deutschen Meisterschaften teil.
- 1. FC Heiningen; der 1957 gegründete Fußballverein hat aktuell etwa 460 Mitglieder in den Bereichen Aktivfußball, Jugendfußball, AH-Fußball, Frauenfußball und Frauenturnen. In der Saison 2009/2010 errang die 1. Mannschaft die Meisterschaft in der Kreisliga A3 und stieg in die Bezirksliga auf. In der Saison 2011/2012 gelang der 1. Mannschaft die Meisterschaft in der Bezirksliga Neckar/Fils, wodurch sie erstmals in die Landesliga 2 aufgestiegen ist.

## Persönlichkeiten

### Ehrenbürger
- Hans-Joerg Schädler (seit 2007), langjähriger Bürgermeister von Heiningen

### Söhne und Töchter der Gemeinde
- Ernst Weichel (1922–1993), Pionier der ökologischen Landwirtschaft
- Kurt von Figura (* 1944), Mediziner und Biochemiker
- Dieter Hauswirth (1950–2022), Bürgermeister der Stadt Metzingen
- Bov Bjerg (* 1965), Schriftsteller und Kabarettist
- Ronald Maier (1978–2023), Sportfunktionär

### Persönlichkeiten in Verbindung mit Heiningen
- Andreas Engermann (1919–1995), deutscher Pädagoge und Autor
- Helmut Friess (* 1962), leitender Arzt der Chirurgie des Universitätsklinikums München rechts der Isar, stammt aus einer alteingesessenen Heininger Bauernfamilie.
- Michael Huber (* 1975), Sänger und Bandleader der Band End of Green.

## Trivia
Der traditionelle regionale Spitzname der Heininger ist "Staren". So heißt es auf der Homepage der Gemeinde Heiningen, "Wir Heiningerinnen und Heininger tragen den Spitznamen „die Staren“, abgeleitet von dem intelligenten und gewitzten Vogel, der gerne auch als geselliges Multitalent bezeichnet wird."